# Малаховский Бор
Малаховский Бор — посёлок в Тарногском районе Вологодской области.
Входит в состав Тарногского сельского поселения, с точки зрения административно-территориального деления — в Шевденицкий сельсовет.
Расстояние до районного центра Тарногского Городка по автодороге — 3 км.

## История
В 1966 г. указом президиума ВС РСФСР поселок районной больницы переименован в Малаховский Бор.

## Население
| 2002 | 2010 |
| ---- | ---- |
| 13   | ↘9   |